# James Six
James Six FRS (1731 – 25 de agosto de 1793) fue un científico británico nacido en Canterbury. Se destacó por su invención, en 1780, del termómetro Six, el termómetro de máximas y mínimas. Este dispositivo sigue en uso común hoy y ampliamente vendido en centros de jardinería.

## Biografía
Six venía de una familia de refugiados del continente quienes se asentaron en Inglaterra en el reinado de la Reina Isabel I, trabajado de tejedores de seda por generaciones. James Six se había entrenado en el negocio familiar, pero con el tiempo este agonizó debido a importar sedas de India y Persia.
Se interesó en la filosofía natural, y se dedicó a la astronomía y meteorología. En 1782 La Sociedad Real de Londres publicó una cuenta del termómetro que Six había inventado dos años antes. Devino miembro de la Sociedad Real en 1792, su elección fue resultado de ese y otros papeles publicados en meteorología.
En 1783, hizo un número de mediciones termométricos en Canterbury su catedral conjuntamente con Sir John Cullum, quien escribió sobre ellos en Transacciones Filosóficas en “Cuenta de Helada extraordinaria, 23 de junio de 1783”, (Transacciones Filosóficas, lxxiv (1784).
Six escribió sobre su invención en su libro, La Construcción y Uso de un Termómetro para Mostrar los Extremos de Temperatura en la Atmósfera, durante la ausencia del Observador, junto con Experimentos y Variaciones de Calor Local; y otras Observaciones Meteorológicas. Se publicó póstumamente en Londres, en 1794, un año después de su deceso.
Falleció el 25 de agosto de 1793 a los sesenta y dos años. Su mujer Mary murió el 19 de marzo de 1801 y están enterrados juntos en una bóveda en Westgate Iglesia, Canterbury.